# Seußlitzer Bach
Der Seußlitzer Bach, auch die Bockau genannt, ist ein Fließgewässer in den Gemeinden Nünchritz und Priestewitz im sächsischen Landkreis Meißen.
Der rechte Zufluss der Elbe hat seine Quelle zwischen Wistauda und Kmehlen (Ortsteile von Priestewitz). Von dort fließt er in westlicher Richtung am nördlichen Ortsrand von Laubach, durch das Naturschutzgebiet Seußlitzer Grund und durch Diesbar-Seußlitz, einen Ortsteil von Nünchritz. Er mündet westlich von Diesbar-Seußlitz in die Elbe.